# 東悟
東 悟（ひがし さとる、1963年7月18日 - ）は、神奈川県横浜市出身のプロボクシング選手・トレーナーである。

## 来歴
日本大学第三高等学校、日本大学卒。
高校にはボクシング部はなかったため金子ジムに所属し、社会人選手権に出場。
大学進学後、フェザー級で1983年より全日本選手権3連覇、1987年からライト級で2連覇となり、ロサンゼルス・ソウルオリンピック2大会連続出場。
ちなみに日大三高では、元F1ドライバー片山右京、野球の福王昭仁、立川志らくらと同期である。
ソウル五輪後、大学の同期だった平仲明信を頼り沖縄ジム（現・琉球ジム）に入門。1989年11月23日、浦添市でのMacalino Silvano戦でプロデビュー。
デビュー6連続KOを含む7連勝を築き、1993年3月8日、古城賢一郎との日本ジュニアライト級（現在のスーパーフェザー級）王座決定戦に挑むが、判定負け。
その後、3年以上のブランクを経て復活。1997年11月17日、リック吉村が持つ日本ライト級王座に挑むが、またしても判定で退く。
2000年6月19日、後に日本王者となる中野吉郎を1回KOで倒したが、この試合後、37歳定年制により引退。
2003年、白井・具志堅スポーツジム（具志堅用高が会長）のトレーナーに就任。
その後、平仲が設立した平仲ボクシングスクールの特別トレーナーを経て、2013年に東京都大田区矢口にアマチュア専門の「東ボクシングスクールジム」を設立。

## プロ戦績
9勝(7KO)3敗